# Айдахо (округ, Айдахо)
Шаблон:StateAbbr_ 45°51′ пн. ш. 115°28′ зх. д. / 45.85° пн. ш. 115.46° зх. д.
Айдахо англ. Idaho County — округ (графство) у штаті Айдахо, США. Ідентифікатор округу 16049.

## Історія
Округ утворений 1864 року.

## Демографія
За даними перепису 2000 року загальне населення округу становило 15511 осіб, зокрема міського населення було 3235, а сільського — 12276. Серед мешканців округу чоловіків було 7892, а жінок — 7619. В окрузі було 6084 домогосподарства, 4294 родин, які мешкали в 7537 будинках. Середній розмір родини становив 2,95.
Віковий розподіл населення поданий у таблиці:
| Стать    | До 15 років | 15-21 | 22-29 | 30-39 | 40-49 | 50-65 | 65-85 | Понад 85 |
| -------- | ----------- | ----- | ----- | ----- | ----- | ----- | ----- | -------- |
| Чоловіки | 1495        | 876   | 522   | 872   | 1286  | 1604  | 1127  | 110      |
| Жінки    | 1524        | 647   | 387   | 875   | 1317  | 1462  | 1204  | 203      |

## Суміжні округи
- Клірвотер — північ
- Міссула, Монтана — північний схід
- Раваллі, Монтана — схід
- Лемгай — південний схід
- Веллі — південь
- Адамс — південний захід
- Валлова, Орегон — захід
- Нез-Перс — північний захід
- Льюїс — північний захід

## Виноски
1. ↑  (unspecified title) — Москва: ВИНИТИ РАН, 1964. — С. 40. — 235 с.
2. ↑  U.S. Decennial Census. United States Census Bureau. Архів оригіналу за 26 квітня 2015. Процитовано 30 червня 2014.
3. ↑  Historical Census Browser. University of Virginia Library. Архів оригіналу за 11 серпня 2012. Процитовано 30 червня 2014.
4. ↑  Population of Counties by Decennial Census: 1900 to 1990. United States Census Bureau. Архів оригіналу за 30 жовтня 2014. Процитовано 30 червня 2014.
5. ↑  Census 2000 PHC-T-4. Ranking Tables for Counties: 1990 and 2000 (PDF). United States Census Bureau. Архів оригіналу (PDF) за 18 грудня 2014. Процитовано 30 червня 2014.
6. ↑  State & County QuickFacts. United States Census Bureau. Архів оригіналу за 29 червня 2011. Процитовано 30 червня 2014. [Архівовано 2011-06-29 у Wayback Machine.](англ.) Наведено за англійською вікіпедією.
7. ↑  American FactFinder. Бюро перепису населення США. Архів оригіналу за 26 лютого 2012. Процитовано 31 січня 2008. [Архівовано 2008-05-21 у Wayback Machine.]

| США | Це незавершена стаття з географії США. Ви можете допомогти проєкту, виправивши або дописавши її. |